# Линета
Линета је врста редута чија је задња страна, под називом гркљан, отворена или ограђена с препрекама. У пољској фортификацији линете су грађене с намјеном да служе као предстраже. У сталној фортификацији су имале капонире и казамате, с косинама обложеним каменом. Ојачавале су тврђавске фронтове ако су повезане међусобно. Често су копани ровови уз њих, а за саобраћај ка позадини копане галерије.